# شالزبرگ (ویسکانسین)
شالزبرگ، ویسکانسین  (به انگلیسی: Shullsburg) شهری در شهرستان لافییت ایالت ویسکانسین است که در سال ۱۸۸۹ بنیان‌گذاری شده‌است. این شهر طبق سرشماری سال ۲۰۱۰ میلادی ۱٬۲۲۶ نفر جمعیت داشته‌است.